# Kerlijne Everaet
Kerlijne Maria-Louisa Eliane Gabriëlle Jozefien Everaet (Asse, 26 september 1971) is een Vlaamse journaliste en televisiepresentatrice bij de VRT.

## Carrière
Everaet presenteert sinds 2019 het televisieprogramma De Markt op VRT 1. Het programma geeft duiding bij de economische actualiteit in België, Europa en de wereld. Tot en met 2017 heette het programma De vrije markt. Ze volgde Sven Pichal op, die het programma een jaar presenteerde. Everaet viel gedurende die periode ook al regelmatig in.

## Familie
Kerlijne is de dochter van voormalig Opwijks burgemeester Vic Everaet en de nicht van choreografe Anne Teresa De Keersmaeker.

## Gepresenteerde programma's
- De Markt (2019-heden)